# Gran Premio de los Países Bajos de Motociclismo de 1960
El Gran Premio de los Países Bajos de Motociclismo de 1960 fue la tercera prueba de la temporada 1960 del Campeonato Mundial de Motociclismo. El Gran Premio se disputó el 25 de junio de 1960 en el Circuito de Assen.

## Resultados 500cc
John Surtees lideró la carrera de 500cc por cuatro vueltas, pero luego se estrelló y su compañero de equipo Remo Venturi tomó la delantera. Ganó con una ventaja de medio minuto sobre Bob Brown, quien a su vez superó por poco Emilio Mendogni.
| Pos.    | Piloto              | Equipo    | Tiempo       | Pts. |
| ------- | ------------------- | --------- | ------------ | ---- |
| 1       | Remo Venturi        | MV Agusta | 1h 32' 41" 2 | 8    |
| 2       | Bob Brown           | Norton    | +30" 5       | 6    |
| 3       | Emilio Mendogni     | MV Agusta | +32" 6       | 4    |
| 4       | Paddy Driver        | Norton    | +1' 05" 0    | 3    |
| 5       | Mike Hailwood       | Norton    | +1' 31" 1    | 2    |
| 6       | Dickie Dale         | Norton    | +2' 39" 9    | 1    |
| 7       | Frank Perris        | Norton    | +1 Vuelta    |      |
| 8       | Ron Miles           | Norton    | +1 Vuelta    |      |
| 9       | Ernst Hiller        | BMW       | +1 Vuelta    |      |
| 10      | Fumio Itō           | BMW       | +1 Vuelta    |      |
| 11      | Jack Findlay        | Norton    | +1 Vuelta    |      |
| 12      | Anton Elbersen      | BMW       | +3 Vueltas   |      |
| Ret     | John Surtees        | MV Agusta | Ret          |      |
| Ret     | Bob Anderson        | Norton    | Ret          |      |
| Ret     | Hans-Gunther Jäger  | BMW       | Ret          |      |
| Ret     | Jacques Insermini   | Norton    | Ret          |      |
| Ret     | Bert Schneider      | Norton    | Ret          |      |
| Ret     | Robert Weston       | Norton    | Ret          |      |
| Ret     | Rudolf Gläser       | Norton    | Ret          |      |
| Ret     | John Hartle         | Norton    | Ret          |      |
| Ret     | William van Leeuwen | Norton    | Ret          |      |
| Ret     | Gary Hocking        | Norton    | Ret          |      |
| Fuente: |                     |           |              |      |

## Resultados 350cc
En la clase de 350cc, MV Agusta también ejecutó a la perfección en la clase 350cc. John Surtees y Gary Hocking terminaron con 25 segundos de diferencia y el tercer hombre Bob Anderson a más de dos minutos. Durante esta carrera Peter Ferbrache cayó y falleció de sus heridas tres días después.
| Pos. | Piloto              | Moto      | Tiempo       | Pts. |
| ---- | ------------------- | --------- | ------------ | ---- |
| 1    | John Surtees        | MV Agusta | 1h 08' 43" 7 | 8    |
| 2    | Gary Hocking        | MV Agusta | +25" 5       | 6    |
| 3    | Bob Anderson        | Norton    | +2' 17" 8    | 4    |
| 4    | Bob Brown           | Norton    | +2' 23" 6    | 3    |
| 5    | Paddy Driver        | Norton    | +2' 44" 6    | 2    |
| 6    | John Hempleman      | Norton    | +2' 46" 2    | 1    |
| 7    | Jim Redman          | Norton    | +3' 37" 8    |      |
| 8    | Frank Perris        | Norton    | +1 vuelta    |      |
| 9    | Ron Miles           | Norton    | +1 vuelta    |      |
| 10   | William van Leeuwen | Norton    | +1 vuelta    |      |
| 11   | Karl Hoppe          | AJS       | +1 vuelta    |      |
| 12   | Bert Schneider      | Norton    | +1 vuelta    |      |
| 13   | Raymond Bogaerdt    | Norton    | +1 vuelta    |      |
| 14   | Dickie Dale         | Norton    | +1 vuelta    |      |
| 15   | Jacques Insermini   | Norton    | +1 vuelta    |      |
| 16   | Jack Findlay        | Norton    | +1 vuelta    |      |
| 17   | Robert Weston       | Norton    | +1 vuelta    |      |
| 18   | Joop Vogelzang      | Norton    | +2 vueltas   |      |
| Ret  | František Šťastný   | Jawa      | Ret          |      |
| Ret  | John Hartle         | Norton    | Ret          |      |
| Ret  | Peter Ferbrache     | AJS       | Ret          |      |

## Resultados 250cc
En el cuarto de litro, Mike Hailwood ganó su segunda carrera consecutiva de 250cc con su Honda RC 162. Bob McIntyre quedó en segundo lugar. Así las cosas, se mantuvieron por delante del piloto oficial Jim Redman. Tom Phillis no comenzó, por lo que Hailwood tomó la delantera en la clasificación de la general.
| Pos. | Piloto            | Moto      | Tiempo     | Pts. |  |
| ---- | ----------------- | --------- | ---------- | ---- |  |
| 1    | Carlo Ubbiali     | MV Agusta | 58' 54" 0  | 8    |  |
| 2    | Gary Hocking      | MV Agusta | +30" 3     | 6    |  |
| 3    | Luigi Taveri      | MV Agusta | +57" 1     | 4    |  |
| 4    | John Hempleman    | MZ        | +1' 13" 9  | 3    |  |
| 5    | Mike Hailwood     | Ducati    | +2' 55" 2  | 2    |  |
| 6    | Ernst Degner      | MZ        | +3' 22" 2  | 1    |  |
| 7    | Jan Huberts       | Honda     | +3' 32" 4  |      |  |
| 8    | Jim Redman        | Honda     | +1 Vuelta  |      |  |
| 9    | Alberto Pagani    | Aermacchi | +1 Vuelta  |      |  |
| 10   | Rudolf Thalhammer | NSU       | +1 Vuelta  |      |  |
| 11   | Horst Kassner     | NSU       | +1 Vuelta  |      |  |
| 12   | Günter Beer       | Adler     | +1 Vuelta  |      |  |
| 13   | Horst Burkhardt   | NSU       | +2 Vueltas |      |  |
| 14   | Siegfried Lohmann | Adler     | +2 Vueltas |      |  |
| 15   | Jan Welp          | NSU       | +2 Vueltas |      |  |
| Ret  | Tarquinio Provini | Morini    | Ret        |      |  |
| Ret  | Teisuke Tanaka    | Honda     | Ret        |      |  |
| Ret  | Werner Musiol     | MZ        | Ret        |      |  |
| Ret  | Leen Hoppezak     | NSU       | Ret        |      |  |
| Ret  | Dickie Dale       | MZ        | Ret        |      |  |
| Ret  | František Šťastný | Jawa      | Ret        |      |  |

## Resultados 125cc
Carlo Ubbiali y Gary Hocking condujeron sus MV Agusta 125 Bialbero a los dos primeros lugares. Terminaron con tres segundos de diferencia pero con más de veinte segundos por delante de Alberto Gandossi en el MZ RE 125. Jim Redman reemplazó al lesionado Naomi Taniguchi y llevó la Honda RC 143 al cuarto lugar.
| Pos. | Piloto           | Moto      | Tiempo     | Pts. |
| ---- | ---------------- | --------- | ---------- | ---- |
| 1    | Carlo Ubbiali    | MV Agusta | 52' 42" 2  | 8    |
| 2    | Gary Hocking     | MV Agusta | +3" 1      | 6    |
| 3    | Alberto Gandossi | MZ        | +23" 7     | 4    |
| 4    | Jim Redman       | Honda     | +41" 1     | 3    |
| 5    | Ernst Degner     | MZ        | +1' 25" 0  | 2    |
| 6    | Giichi Suzuki    | Honda     | +2' 17" 1  | 1    |
| 7    | Alberto Pagani   | MV Agusta | +2' 43" 0  |      |
| 8    | Mike Hailwood    | Ducati    | +3' 21" 3  |      |
| 9    | Han Leenheer     | Ducati    | +2 vueltas |      |
| 10   | Jaap Stoltenkamp | NSU       | +2 vueltas |      |